# Lyctocoris dimidiatus
Lyctocoris dimidiatus is een wants uit de familie van de bloemwantsen (Anthocoridae). De soort werd het eerst wetenschappelijk beschreven door Maximilian Spinola in 1837.

## Uiterlijk
De roodbruine tot donkerbruine bloemwants is macropteer en kan 3.5 tot 4.5 mm lang worden. De kop, het halsschil en het scutellum zijn donkerbruin tot donker roodbruin, net als de voorvleugels. Het smalle driehoekige vlak langs het scutellum, de clavus is donkerbruin met een lichte band in het midden en soms bij de bovenkant. Boven het uiteinde van het hoornachtige gedeelte van de voorvleugel (de cuneus) zit een lichte vlek. Het doorzichtige vliezige gedeelte van de voorvleugels meestal wit met een bruine vlek aan het begin en een grotere bruine vlek aan het einde. Soms hebben de voorvleugels geen duidelijke tekening, soms zijn ze zelfs roodbeige. Van de bruine antennes zijn het tweede en derde segment dunner. De pootjes zijn geelbruin of bruin.

## Leefwijze
De wants overleeft de winter als volgroeid dier en kan gevonden worden in nesten en stallen maar ook op paddenstoelen en boomstammen.

## Leefgebied
De soort is in Nederland zeer zeldzaam en is hier voor het eerst in 2007 gevonden. De wants komt voor in Midden- en Zuid-Europa, Klein Azië en Noord-Afrika en op de Canarische Eilanden en Madeira.